# Ćukovac (Vranje)
Pour les articles homonymes, voir Ćukovac.
Ćukovac (en serbe cyrillique : Ћуковац) est une localité de Serbie située sur le territoire de la Ville de Vranje, district de Pčinja. Au recensement de 2011, elle comptait 1 029 habitants.
Ćukovac est officiellement classé parmi les villages de Serbie.

## Démographie

### Évolution historique de la population
| 1948  | 1953  | 1961  | 1971  | 1981 | 1991 | 2002  | 2011  |
| ----- | ----- | ----- | ----- | ---- | ---- | ----- | ----- |
| 1 141 | 1 180 | 1 106 | 1 010 | 918  | 958  | 1 007 | 1 029 |

|  |